# Ню Часов
Ню Часов (лат. Nu Horologii) — звезда в южном созвездии Часов. Впервые звезда была внесена в каталог голландским исследователем Фредериком де Хаутманом в 1603 году. Благодаря звёздной величине в 5,3 её можно разглядеть на южном небе невооружённым взглядом. На основании параллакса, измеренного миссией Hipparcos, расстояние до Ню Часов было определено в 165 световых лет.
По спектру звезда классифицируется как A2 V, а значит, принадлежит к звёздам главной последовательности класса A и генерирует энергию через термоядерный синтез гелия и водорода в ядре. Ню Часов больше и горячее Солнца, она имеет массу и радиус, равные 190 % и 188 % солнечных, а по светимости превосходит Солнце в 16,7 раза. Это молодая звезда с примерным возрастом в 540 миллионов лет, она быстро вращается вокруг своей оси, с предполагаемой скоростью на экваторе в 144 км/с. Температура фотосферы звезды достигает 8470 кельвинов, что придаёт звезде белое свечение.
У звезды не было найдено ни одного звёздного компаньона вплоть до массы коричневого карлика на расстоянии до 150 астрономических единиц. Однако избыточное инфракрасное излучение из системы говорит об околозвёздном диске из обломков или пыли. Средняя температура диска равна 56 кельвинам; он состоит из двух компонентов: внутренний диск на дистанции в примерно 96 а.е. и внешний диск на расстоянии в примерно 410 а.е. от звезды. Примерная масса дисков — (1,3±0,7)×10−3 масс Земли. Диски, возможно, обращены по направлению к наблюдателю под углом, что может помешать различить его детали.
На основе изучения движений звёзд в пространстве, было выяснено, что Ню Часов близко сближалась с Альфой Печи 351 200 лет назад. Две звезды прошли рядом на расстоянии в 0,081 парсека — достаточно близко, чтобы потревожить возможные «облака Оорта» в их системах. Это могло вызвать асимметрию в дисках вокруг Ню Часов и вызвать столкновение комет, что увеличило количество пыли в системе. Однако вряд ли сближение звёзд стало причиной появления самих дисков.